# Marie de Mecklembourg-Güstrow
Marie de Mecklemburg-Güstrow (en allemand Marie von Mecklenburg-Güstrow) est née à Güstrow (duché de Mecklembourg-Güstrow) le 19 juillet 1659 et meurt à Strelitz le 16 janvier 1701. Elle est une noble allemande, fille du duc Gustave-Adolphe de Mecklembourg-Güstrow (1633-1695) et de la princesse Madeleine-Sibylle de Holstein-Gottorp (1631-1719). 

## Mariage et descendance
Le 23 septembre 1684 elle épouse à Güstrow Adolphe-Frédéric II de Mecklembourg-Strelitz (1658-1708), fils du duc Adolphe-Frédéric Ier de Mecklembourg-Schwerin (1588-1658) et de sa deuxième femme Catherine de Brunswick-Dannenberg (1616-1665). Le couple a cinq enfants:
- Adolphe-Frédéric III de Mecklembourg-Strelitz (1686-1752), marié avec Dorothée Sophie de Schleswig-Holstein-Sonderbourg-Plon (1692-1765).
- Magdalena (1689-1689)
- Marie (1690-1690)
- Éléonore (1691-1691)
- Gustave-Caroline de Mecklembourg-Strelitz (1694-1748), mariée avec le duc Christian-Louis II de Mecklembourg-Schwerin (1683-1756)